# Orkanger/Fannrem
Orkanger/Fannrem is een plaats in de Noorse gemeente Orkdal, provincie Trøndelag. Orkanger/Fannrem telt 6754 inwoners (2007) en heeft een oppervlakte van 5,59 km².